# Эльдаров, Абдула Магомедович
Абдула Магомедович Эльдаров (29 июля 1972, с. Шулани, Гунибский район Дагестанская АССР, РСФСР, СССР) — российский спортсмен, заслуженный мастер спорта по армспорту, девятикратный чемпион мира, восьмикратный чемпион Европы, восьмикратный чемпион России, обладатель Кубка мира.

## Биография
Родился в селе Шулани Гунибского района Дагестанской АССР. С 1979 по 1987 год Учился в Большеарешевской средней школе. С 1987 по 1989 учился в средней школе № 7 пос. Северный, Павловского района, Краснодарского края. По окончании школы поступил в Махачкалинский финансовый техникум. Окончив техникум с 1991 по 1994 год работал в Налоговой инспекции по Кизлярскому району Республики Дагестан. Спортивную карьеру начал в 1996 году. После окончания спортивной карьеры с  2014 года, работает старшим тренером сборной Дагестана по армрестлингу, а также тренером-преподавателем спортивной школы имени Курамагомеда Курамагомедова в Каспийске.